# Martes martes latinorum
Martes martes latinorum es una subespecie de  mamíferos carnívoros de la familia Mustelidae, subfamilia Mustelinae.

## Distribución geográfica
Se encuentra en Cerdeña.